# Tada Ryosuke
Ryosuke Tada (夛田 凌輔 Tada Ryōsuke, sinh ngày 7 tháng 8 năm 1992 ở Osaka) là một cầu thủ bóng đá người Nhật Bản thi đấu cho Tochigi SC.

## Thống kê sự nghiệp

### Câu lạc bộ
Cập nhật đến ngày 23 tháng 2 năm 2017.
| Câu lạc bộ          | Mùa giải            | Giải vô địch | Giải vô địch | Cúp1    | Cúp1      | Cúp Liên đoàn2 | Cúp Liên đoàn2 | Tổng    | Tổng      |
| Câu lạc bộ          | Mùa giải            | Số trận      | Bàn thắng    | Số trận | Bàn thắng | Số trận        | Bàn thắng      | Số trận | Bàn thắng |
| ------------------- | ------------------- | ------------ | ------------ | ------- | --------- | -------------- | -------------- | ------- | --------- |
| Cerezo Osaka        | 2011                | 0            | 0            | 0       | 0         | 0              | 0              | 0       | 0         |
| Oita Trinita        | 2012                | 1            | 0            | 0       | 0         | -              | -              | 1       | 0         |
| Thespakusatsu Gunma | 2013                | 35           | 1            | 0       | 0         | -              | -              | 35      | 1         |
| Thespakusatsu Gunma | 2014                | 16           | 1            | 0       | 0         | -              | -              | 16      | 1         |
| Thespakusatsu Gunma | 2015                | 13           | 0            | 1       | 0         | -              | -              | 14      | 0         |
| Nagano Parceiro     | 2016                | 28           | 1            | 2       | 1         | -              | -              | 30      | 2         |
| Tổng cộng sự nghiệp | Tổng cộng sự nghiệp | 93           | 3            | 3       | 1         | 0              | 0              | 96      | 4         |

1Bao gồm Cúp Hoàng đế Nhật Bản.
2Bao gồm J. League Cup.